# Rossano
Rossano es un municipio italiano y capital de la provincia de Cosenza, en la región de Calabria, con una población de 37.488 habitantes. La ciudad se encuentra situada sobre una altura cerca del golfo de Tarento y es conocida por sus canteras de mármol y alabastro. Es la sede de un arzobispado católico y tiene una destacada catedral y un castillo.

## Historia
Se presume que el poblado fue fundado por los enotrios en torno al siglo XI a. C. Durante el periodo griego (siglos VIII-II a. C.) fue el puerto y arsenal de Turios con el nombre de Ruskìa (Ρουσκία) o Ruskiané (Ρουσκιανε). Sucesivamente fue la base romana en el control de la llanura de Sybaris y en el infructuoso intento de conquista de los territorios monteses de la Sila, donde los fieros brucios defendían heroicamente su libertad de los romanos: la ciudad adquiere el nombre de Roscianum.
En el siglo II, el emperador Adriano construyó o reconstruyó un puerto aquí, que podía acomodar hasta 300 barcos. Está mencionada en el Itinerario de Antonino, como una de las fortalezas importantes de Calabria. Los godos de Alarico I y, en el siglo siguiente, Totila, fueron incapaces de conquistarla.
El periodo histórico más importante para Rossano es el Bizantino: en efecto, del 540 al 1059 es convertida en ciudad estratégica del Imperio Bizantino entre las más activas y seguras de Italia meridional, objetivo de numerosos invasores (Godos, Longobardos, Sarracenos) pero nunca conquistada. Un centro militar más que un centro político-administrativo entre los más importantes del Catapanato de Italia que hospedaba a los más altos dignatarios de la corte de Constantinopla, pero también del Sacro Imperio Romano Germánico.
En 951–952, es la sede del Estratego (el jefe militar y civil de los dos Themas de Calabria y Longobardia) y deviene así la capital del Catapanato de Italia. Es el momento de la máxima potencia y notoriedad para Rossano, que le valieron los títulos honoríficos de “La Bizantina”, “perla bizantina de la Calabria”, “la Ravenna del sur” El siglo X, que para Europa es uno de los siglos más dramáticos, es en cambio, el siglo de oro para Rossano. Ella es el centro urbano más importante de Calabria, sede del Estratego, del Obispado, de oficinas administrativas, de talleres artesanales, de galerías de arte. Numerosas, también, son las instituciones educativas y las escuelas monásticas de los tantos monasterios urbanos y montanos, que difundieron la imagen de Rossano y la hicieron famosa por sus altos niveles de religiosidad y de cultura bizantina hasta el Concilio de Trento, cuando la arquidiócesis adoptó el rito latino.
De este ambiente rico y estimulante, lugar de encuentro y de síntesis de diversas sensibilidades, cruce entre el Oriente y el Occidente, zona ascética de intensa espiritualidad (conocida como Hagiou Oros -Άγγιου Οροσ- o "Montaña Santa") tiene una nutrida formación de personalidades de primer plano en el Medioevo: los papas Zosimo (417–418), Juan VII (705–707) y Zacarías (741–752), Juan XVI (antipapa) (997–998); San Nilo, el más ilustre de los hijos de Rossano (910–1004) fundador de numerosos monasterios, entre los cuales la famosa Abadía de Grottaferrata; San Bartolomeo (981–1055), discípulo de San Nilo y continuador de su obra.
En 982 Otón II la capturó temporalmente. Su carácter griego se conservó durante mucho tiempo después de la Conquista normanda de Italia Meridional, como se nota por su larga adhesión al rito bizantino sobre el rito latino. La ciudad de hecho mantuvo notables privilegios bajo las posteriores dominaciones de la Casa de Hohenstaufen y la Casa de Anjou, pero con posterioridad decayó después de la infeudación en 1417.
Pasó a los Sforza, y de esta manera a Segismundo de Polonia, uniéndose en 1558 a la corona de Nápoles por el rey Felipe II de España en virtud de la herencia de Bona Sforza, reina de Polonia en favor de Giovanni Lorenzo Pappacoda. Con Isabel de Nápoles y Bona, la ciudad había sido un centro de cultura literaria; pero decayó durante el dominio español. En 1612, Felipe III de España vendió el señorío a los Aldobrandini, y en 1637, pasó a los Borghese que la conservaron hasta 1806.
A fines del siglo XVIII, Rossano entra a hacer parte de la breve experiencia de la República Napolitana (1799) y durante el Imperio Napoleónico (1806-1815), abolida la feudalidad, tuvo un crecimiento político y social, perjudicado, sin embargo, por el devastante terremoto de 1836. Hacia 1840 devino capital de Distrito (28 comunas), sede de Subintendencia, capital de Circunscripción y sede del Juez; con la unidad de Italia fue sede de Tribunal en 1865, de Corte de Apelación en 1875 y del Distrito Militar y, de 1894 a 1926, sede de Subprefectura.
En la segunda mitad del siglo XIX fue centro de numerosos círculos culturales y produjo varios periódicos; En 1876 fue inaugurado el tronco ferroviario Jónico y, después de algunos años, se benefició de la primera iluminación eléctrica y de las primeras centrales termoeléctricas de la Calabria.
En siglo XX Rossano ha vivido todas las vicisitudes que han caracterizado la vida política y social del sur de Italia y en definitiva del Italia entera: la Resistencia italiana y las luchas de Liberación, la emigración, la reconstrucción de la vida civil y democrática y finalmente la expectativa del bienestar social y material.

## Evolución demográfica
| Gráfica de evolución demográfica de Rossano entre 1861 y 2001 |
|                                                               |
| Fuente ISTAT - elaboración gráfica de Wikipedia               |

## Lugares de interés
- La catedral (siglo XI, con grandes reformas en los siglos XVIII y XIX) es el principal monumento de Rossano. Tiene una nave central y dos laterales, y tres ábsides. El campanario y la pila bautismal son del siglo XIV, mientras que los restos de decoración pertenecen a los siglos XVII y XVIII. La iglesia es famosa por una antigua imagen de la Madonna acheropita («Virgen no realizada por manos humanas»), actualmente ubicada en el Museo Diocesano, datada probablemente entre 580 y la primera mitad del siglo VIII. En 1879, fue descubierto en la sacristía el famoso Codex Rossanensis. Es un manuscrito en pergamino de los evangelios de Mateo y Marcos, escrito en plata sobre pergamino teñido de púrpura, y es uno de los más antiguos evangelios ilustrados conocidos. Los eruditos datan el códice de finales del siglo V al siglo VIII o IX; es probablemente de origen alejandrino.
- La iglesia de Santa Maria Panaghìa (Santa María de Todos los Santos), un ejemplo de arquitectura bizantina, con trazas de frescos representando a san Juan Crisóstomo.
- El Oratorio de San Marcos (siglo X dedicado a Santa Anastasia) es el monumento más antiguo de la ciudad y una de las iglesias bizantinas de Italia mejor conservadas. Fue construido por San Nilo el Joven en el siglo X para el retiro ascético de monjes que vivía en las cavernas que quedan debajo. Es un edificio de estilo bizantino con una planta de cruz griega rectangular, con cinco cúpulas y tambores cilíndricos. Quedan restos de los frescos originales.
- La Abbazia del Pàtire (siglos XI-XII), una abadía ubicada en un bosque en las afueras de la ciudad, con algunos mosaicos de estilo árabe, un ábside normando y antiguos pórticos.

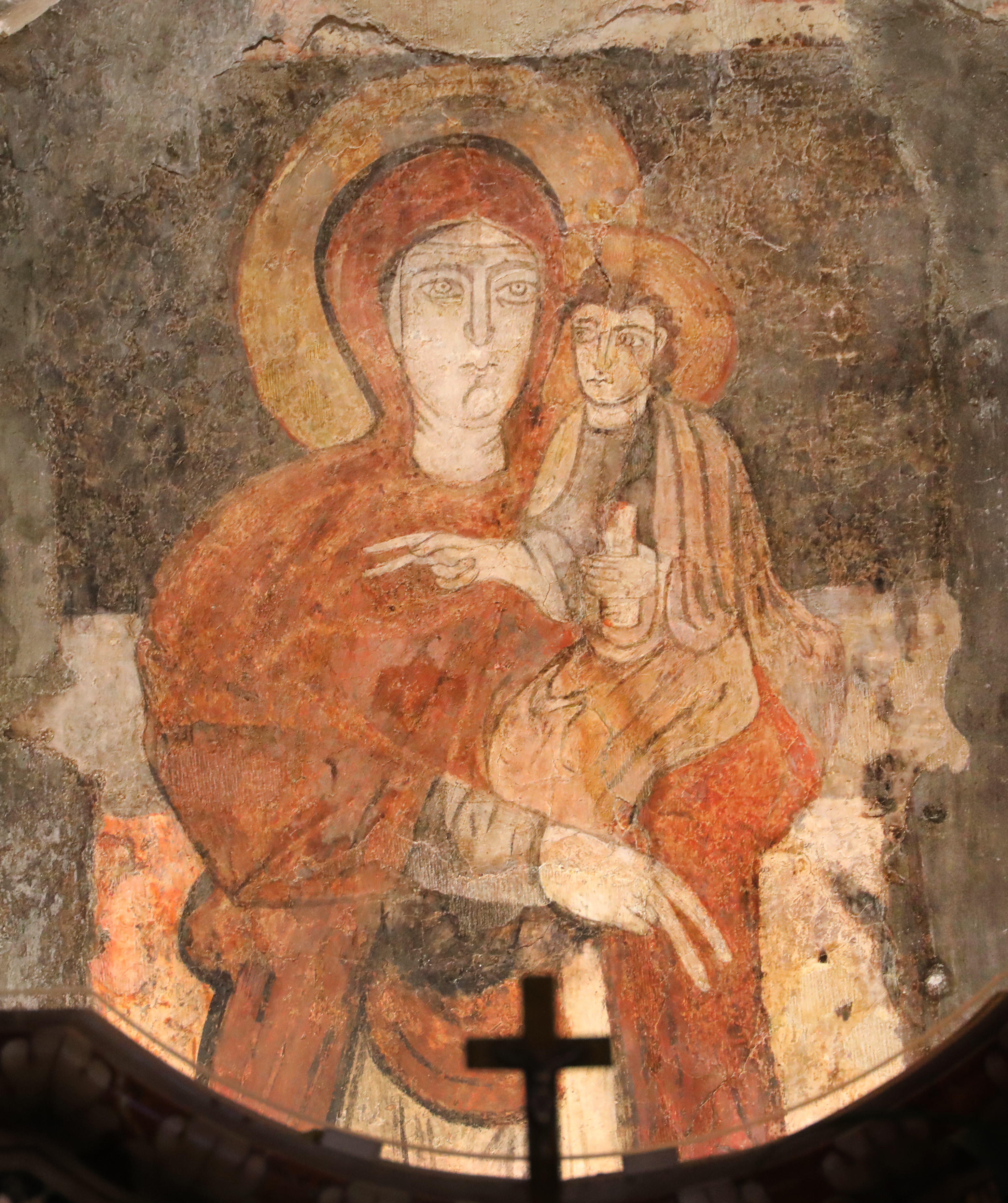
La imagen de Maria Achiropita en la catedral.
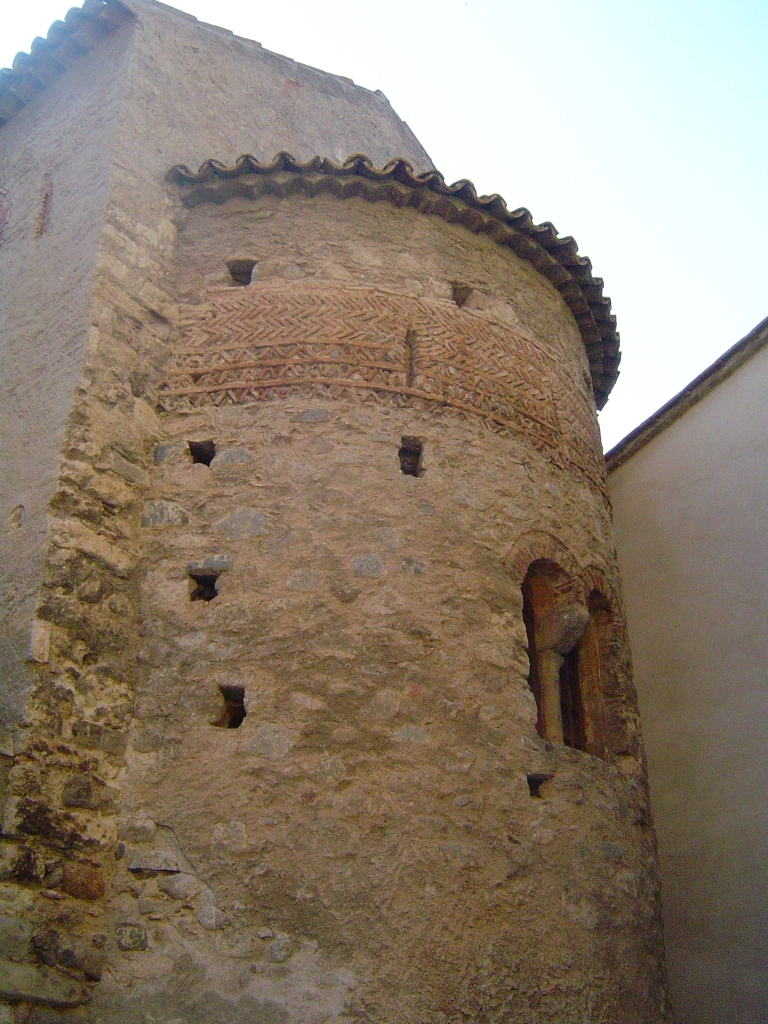
Una vista de Santa Maria Panaghìa.
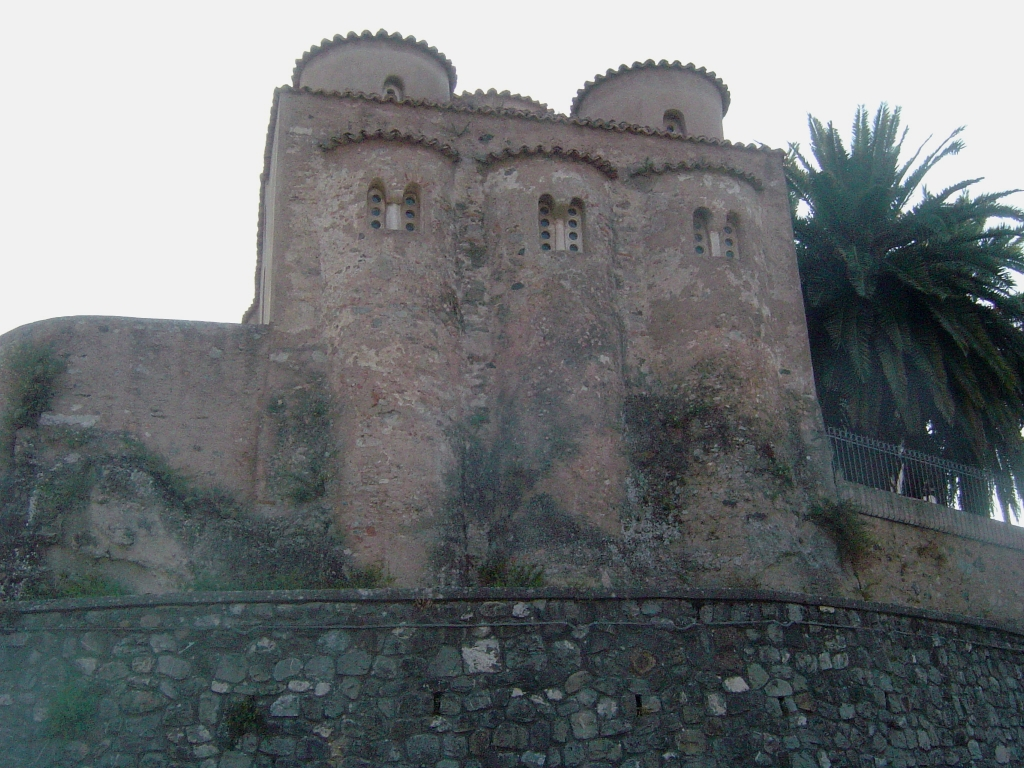
El Oratorio de San Marcos.
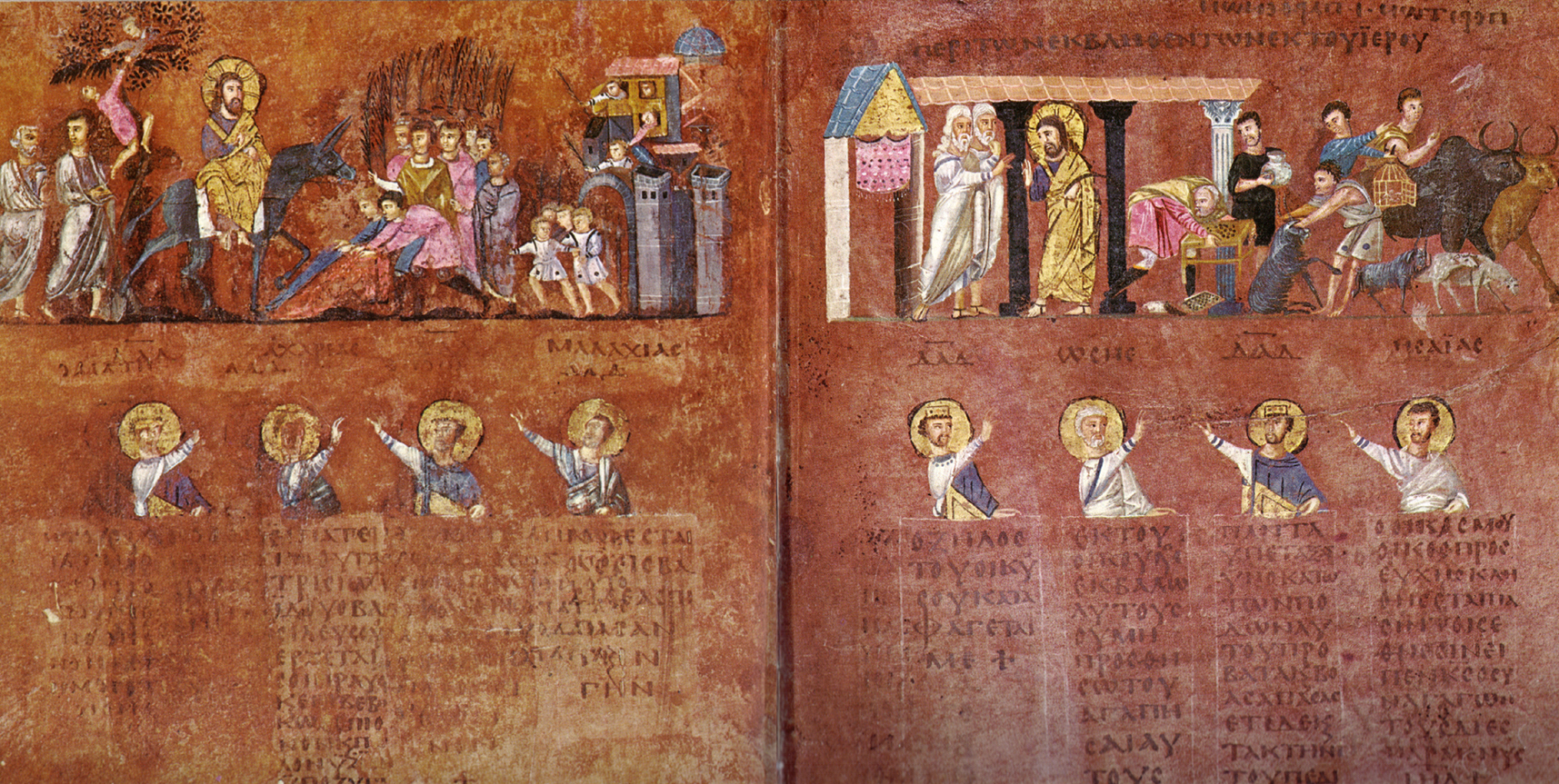
Miniuatura del Codex Purpureus Rossanensis

## Personajes ilustres
- San Nilo (910 - 27 de diciembre de 1005), santo
- San Bartolomeo (981-1055), santo
- Juan VII (c. 650 - 18 de octubre de 707), Papa
- Antipapa Juan XVI (c. 945 - c. 1001), Antipapa
- Carlo Blasco (1635-1706), escritor e historiador
- Isabela de Rosis (1842-1911), monja y fundadora de una congregación religiosa
- Pascual Carcavallo (1880-1948), empresario teatral radicado en Argentina
- Alfredo Gradilone (1880-1972), historiador
- Scipione Caccuri (1889-1981), científico de medicina del trabajo
- Giuseppe Ferrari (1912-1999), jurista, juez emérito del Tribunal Constitucional
- Marco De Simone (1914-1994), partisano, senador de la República
- Giovanni Sapia (1922-2018), escritor
- Giuseppe Carbone (1923-2013), jurista, presidente emérito del Tribunal de Cuentas
- Domenico Berlingieri, (1928-1996), científico de obstetricia y ginecología
- Angelo Raffaele Bianco (1934), oncólogo
- Giuseppe Tucci (1940-2018), jurista
- Raffaele Casciaro (1943-2020), científico
- Francesco Amarelli (1944), historiador del derecho romano
- Francesco Garritano (1952), filósofo teórico
- Giuseppe Novelli (1959), genetista
- Giovanni Bianco (1964), jurista y teórico del Estado